# Вишнёвский сельский совет (Балаклейский район)
Вишнёвский либо Вишневско́й се́льский сове́т — входил до 2020 года в состав Балаклейского района Харьковской области Украины.
Административный центр сельского совета находится в селе Вишнёвая.

## История
- 1922 — дата образования.

## Населённые пункты совета
- село Вишнёвая[4] (бывшая ́слобода)
- село Першотра́вневое (Первома́йское)

### Ликвидированные населённые пункты
- село Видро́дження (Возрожде́ние)
- село Жуваковка
- село Малая Вишнёвая